# Tour de Berlin
Tour de Berlin er et landevejs cykelløb, der afholdes hvert år i Tyskland. Det organiseres som et 2.2U løb i UCI Europe Tour, hvilket betyder, at det kun er for ryttere der er under 23. Til og med år 2000 hed løbet Berliner Etappenfahrt.

## Vindere
| År   | Vinder                 | Toer                   | Treer                      |
| ---- | ---------------------- | ---------------------- | -------------------------- |
| 1953 | Willy Irrgang          | Yngve Lundh            | Albert Mussfeld            |
| 1954 | Wolfgang Grupe         | Willy Irrgang          | Heinz Moltje               |
| 1955 | Paul Maue              | Edi Ziegler            | Willy Irrgang              |
| 1956 | Herbert Dahlbom        | Edi Ziegler            | Jos Hoevenaers             |
| 1957 | Frans Aerenhouts       | Hans Matern            | Eligiusz Grabowski         |
| 1958 | Emile Daems            | Albert Debremaeker     | Otto Altweck               |
| 1959 | Hugo Verlinden         | Hans Schleuniger       | Horst Schellhammer         |
| 1960 | Dieter Puschel         | Marcel Van Den Bogaert | Heinz Barth                |
| 1961 | Roger de Breuker       | Karl Raab              | Cees Dieperink             |
| 1962 | Georges Vandenberghe   | Owe Adamsson           | Burkhard Ebert             |
| 1963 | Heinz Rüschoff         | Hans Furian            | Siegfried Koch             |
| 1964 | Paul Horn              | Peter Glemser          | Roger Swerts               |
| 1965 | Lutz Löschke           | Ortwin Czarnowski      | André Rosseel              |
| 1966 | Burkhard Ebert         | Manfred Mücke          | Ludwig Troche              |
| 1967 | Burkhard Ebert         | Gösta Pettersson       | Manfred Mücke              |
| 1968 | Ortwin Czarnowski      | Burkhard Ebert         | Mogens Frey                |
| 1969 | Burkhard Ebert         | Klaus Simon            | Hanno Podbielski           |
| 1970 | Verner Blaudzun        | Bill Sejer Nielsen     | Sven-Åke Nilsson           |
| 1971 | Burkhard Ebert         | Jørgen Emil Hansen     | Magne Orre                 |
| 1972 | Erwin Tischler         | Leif Hansson           | Sven-Åke Nilsson           |
| 1973 | Andreas Troche         | Burckhard Bremer       | Erwin Derlick              |
| 1974 | Thorleif Andresen      | Wilfried Trott         | Tom Martin Biseth          |
| 1975 | Jürgen Kraft           | Harry Hannus           | Rainer Podlesch            |
| 1976 | Hans Michalsky         | Hans Aemisegger        | Rudy Pevenage              |
| 1977 | Rainer Podlesch        | Olaf Paltian           | Harry Hannus               |
| 1978 | Volker Kasun           | Henning Jørgensen      | Wim van Steenis            |
| 1979 | Morten Sæther          | Dag Erik Pedersen      | Ole Kristian Silseth       |
| 1980 | Harry Hannus           | Olaf Paltian           | Peter Becker               |
| 1981 | Michael Marx           | Peter Becker           | Sixten Wackström           |
| 1982 | Peter Becker           | Rainer Podlesch        | Frank Plambeck             |
| 1983 | Morten Sæther          | Kari Myyryläinen       | Laurent Vial               |
| 1984 | Kim Eriksen            | John Carlsen           | Jesper Skibby              |
| 1985 | Jeff Pierce            | Roy Knickman           | Marek Kuleszak             |
| 1986 | Remig Stumpf           | Kari Myyryläinen       | Hartmut Bölts              |
| 1987 | Roland Günther         | Frank Plambeck         | Peter Meinert Nielsen      |
| 1988 | Eric Cent              | Frank Plambeck         | Thomas Dürst               |
| 1989 | Giovanni Lombardi      | Sigi Hobel             | Ed Kaczmarczyk             |
| 1990 | Leo Peelen             | Giovanni Lombardi      | Rolf Aldag                 |
| 1991 | Steffen Wesemann       | Dan Frost              | Jan Bo Petersen            |
| 1992 | Jan Bo Petersen        | Pavel Padrnos          | Uwe Berndt                 |
| 1993 | Ralf Schmidt           | Torsten Schmidt        | Glenn Magnusson            |
| 1994 | Remigius Lupeikis      | Andreas Bach           | Ralf Koldewitz             |
| 1995 | Jan Bo Petersen        | Ralf Koldewitz         | Andreas Walzer             |
| 1996 | Guido Fulst            | André Kalfack          | Robert Bartko              |
| 1997 | Jan Karlsson           | Sven Steiner           | Tayeb Braikia              |
| 1998 | Giorgio Bosisio        | Stan Marschinke        | Enrico Poitschke           |
| 1999 | Lars Schröder          | Paolo Ardizzi          | Björn Schröder             |
| 2000 | Bernhard Bocian        | Gregorz Rosolinski     | Zbigniew Wyrzykowski       |
| 2001 | Andreas Günther        | Markus Fothen          | Björn Schröder             |
| 2002 | Devid Garbelli         | Mirco Lorenzetto       | Maurizio Biondo            |
| 2003 | Andreas Dietziker      | Stanislav Belov        | Christian Knees            |
| 2004 | Tom Veelers            | Andreas Welsch         | Kasper Klostergaard Larsen |
| 2005 | Dominique Cornu        | Tiziano Dall'Antonia   | Christoph Meschenmoser     |
| 2006 | Alex Rasmussen         | Mark Cavendish         | Philipp Seubert            |
| 2007 | Michael Franzl         | Frank Schulz           | Jörg Lehmann               |
| 2008 | Travis Meyer           | Matthias Brändle       | Matt King                  |
| 2009 | Franz Schiewer         | Tom Relou              | Jakob Steigmiller          |
| 2010 | Marc Goos              | Johannes Kahra         | Tino Thömel                |
| 2011 | Jasha Sütterlin        | Thomas Koep            | Erick Rowsell              |
| 2012 | Nikias Arndt           | Jan-Niklas Droste      | Stefan Poutsma             |
| 2013 | Mathias Møller Nielsen | Sjors Roosen           | Lasse Norman Hansen        |
| 2014 | Jochem Hoekstra        | Elmar Reinders         | Nils Politt                |
| 2015 | Steven Lammertink      | Max Walscheid          | Aimé De Gendt              |
| 2016 | Rémi Cavagna           | Maximilian Schachmann  | Kasper Asgreen             |